# Критон
Критон (др.-греч. Κριτων; около 469 года до н. э., дем Алопека Древних Афин — после 399 года до н. э.) — богатый афинянин, ровесник и самый старший из учеников Сократа. По одной из версий, первым увидел в Сократе мудреца, после чего стал помогать ему материально. Эта щедрость Критона позволила Сократу посвятить себя философии, не отвлекаясь на другую работу. Со своей стороны Сократ обучал сына Критона Критобула, помог ему своими советами избавиться от пристального внимания профессиональных доносчиков сикофантов.
Во время суда над Сократом Критон, вместе с другими учениками, хотел заплатить штраф за учителя, а затем предлагал организовать побег философа из тюрьмы. Участвовал при разговоре Сократа перед казнью с учениками. К Критону были обращены последние слова Сократа.

## Биография
Информация о дате и месте рождения Критона содержится в «Апологии Сократа» Платона. В этом сочинении Сократ говорит: «Критон, мой сверстник и из одного со мною дема». На основании этого пассажа историки датируют рождение Критона 469 годом до н. э. Также не вызывает сомнение принадлежность Критона к дему Алопека.
Согласно античным источникам, Критон был состоятельным гражданином Древних Афин. По всей видимости, его доходы были связаны с сельским хозяйством. Пелопоннесская война (431—404 годы до н. э.), во время которой Аттику несколько раз разоряли войска спартанцев, не сильно повлияла на доходы Критона. Возможно, это связано с тем, что его основные угодья находились в относительно безопасном месте — расположенном рядом с хорошо укреплёнными городскими стенами деме Алопека.
В возрасте от 30 до 40 лет Критон женился на женщине из благородной семьи. От этого брака родилось по меньшей мере два сына — Критобул около 425 года до н. э. и Архестрат около 419 года до н. э. Диоген Лаэртский пишет о четырёх детях — Критобуле, Гермогене, Эпигене и Ктесиппе, что явно не соответствует информации из трудов современников Критона Платона и Ксенофонта.

## Критон и Сократ

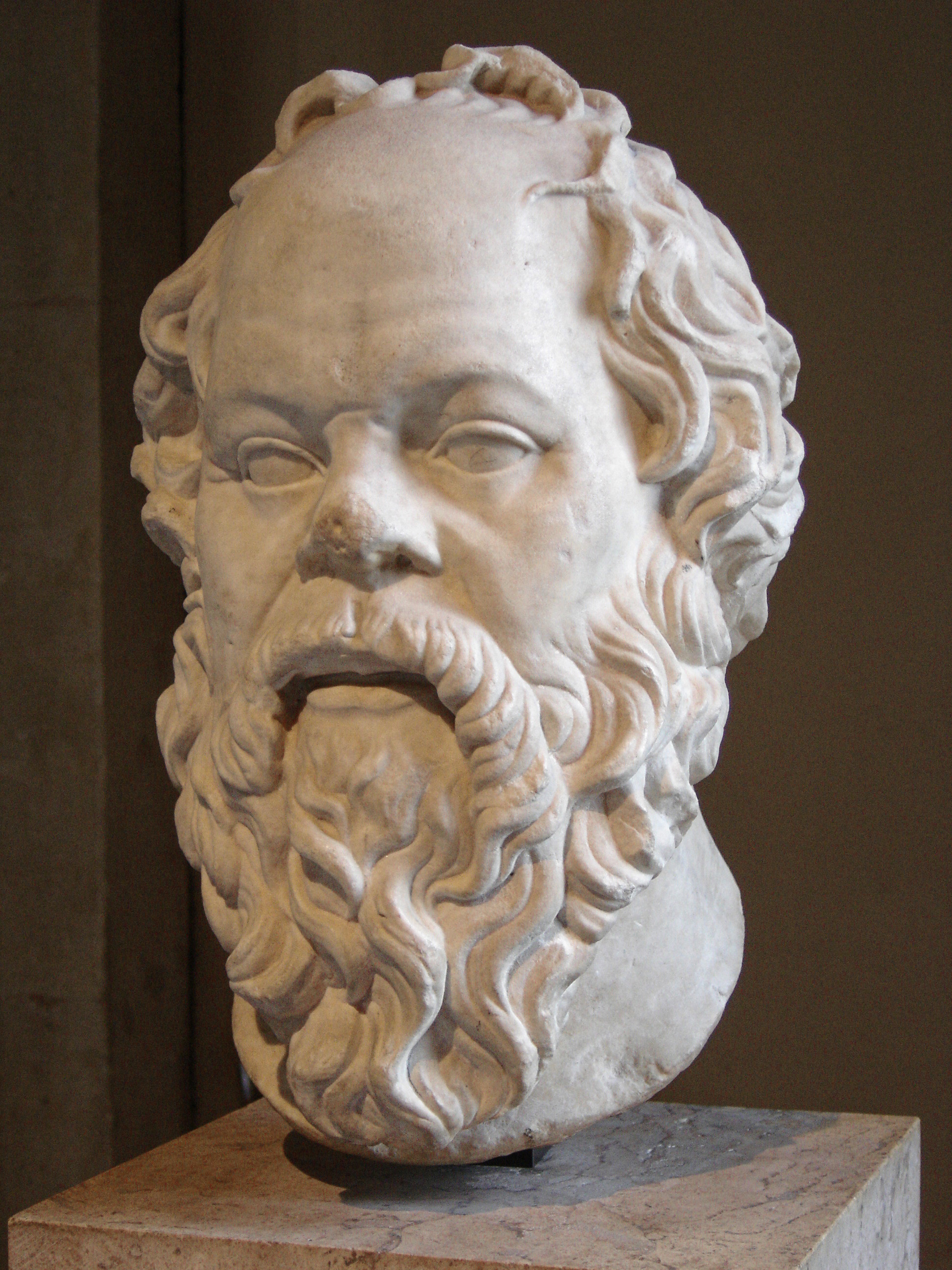
Друг и учитель Критона Сократ. Римская копия с греческого оригинала. Лувр, Париж

Критон известен в первую очередь, как самый старший из учеников Сократа. Согласно Диогену Лаэртскому, он первым увидел в Сократе мудреца и «освободил его из мастерской». По данной версии Критон стал помогать Сократу материально, тем самым дав ему возможность посвятить себя философии, не отвлекаясь на другую работу. В литературе встречаются противоположные мнения относительно того, был ли Критон учеником Сократа. С одной стороны его перечисляют среди наиболее близких учеников, с другой — в произведениях современников Платона и Ксенофонта он выступает в качестве доверенного лица, а не ученика. Вопросы Критона Сократу касаются сугубо прикладных, а не философских, проблем. Сократ участвовал в обучении старшего сына Критона Критобула. Кроме этого Сократ помог ученику и другу избавиться от сикофантов. В Древних Афинах сикофанты представляли собой профессиональных доносчиков. Они старались найти в действиях богатых граждан что-либо противозаконное. В случае если суд признавал вменяемую человеку вину доказанной, то сикофанту полагалась часть штрафа. Зачастую, чтобы не тратить время, граждане откупались от сикофанта до того, как тот подавал на него в суд. Такие люди, по образному выражению Демосфена, ходят «по площади, как ехидна или скорпион, подняв жало, устремляясь то туда, то сюда, высматривая, кому бы причинить беду, поношение, зло и, нагнав на него страх, взять с него денег». Богатый Критон был объектом пристального внимания сикофантов. Сократ посоветовал Критону взять на содержание ловкого, но бедного, оратора Архедема. Тот, в свою очередь, стал преследовать сикофантов, которые проявляли интерес к делам Критона. В отличие от добродетельного ученика Сократа, за сикофантами числилось множество преступлений. Вскрывая их одно за другим Архедему удалось достичь того, что данная когорта граждан стала обходить Критона стороной. Вскоре друзья Критона начали просить «дать и им Архедема для охраны, — вроде того, как вблизи пастуха, имеющего хорошую собаку, и другим пастухам хочется ставить свои стада, чтобы пользоваться его собакой». Самому Архедему такое положение дел пришлось по душе. На упрёки о том, что Критон его купил, Архедем отвечал в духе, что нет позора в том, чтобы платить добром достойным людям и благодетелям.
Ксенофонт охарактеризовал Критона, среди прочих учеников Сократа, как человека, который за всю жизнь не делал ничего плохого и не подвергался обвинениям. По одной из версий, он, по просьбе Сократа, выкупил из рабства будущего основателя элидо-эретрийской философской школы Федона.
Во время суда над Сократом, вместе с другими учениками, предлагал уплатить за учителя штраф в 30 мин. После осуждения Критон был готов подкупить стражу, чтобы освободить учителя. Далее Сократа планировали перевезти в Фессалию, где у Критона были преданные друзья. По версии Диогена Лаэртского, данная инициатива исходила от другого ученика — Эсхина Сократика. По утверждению из данного источника Платон приписал её Критону, так как недолюбливал Эсхина. Сам же философ отказался бежать из Афин. Критон вместе с сыном присутствовал при описанном в «Федоне» разговоре Сократа перед казнью с учениками. Последние слова знаменитого философа были обращены к своему давнему другу: «мы должны Асклепию петуха. Так отдайте же, не забудьте». Смысл этой фразы немецкий философ Ф. Ницше определяет как «Жить — это значит быть долго больным», а смерть представляет собой исцеление, за которое следует поблагодарить бога медицины его любимым жертвенным животным петухом. После смерти Сократа Критон закрыл мёртвому другу и учителю глаза и рот.

## Сочинения
Согласно Диогену Лаэртскому Критон написал 17 диалогов:
- «О том, что люди не от ученья хороши»;
- «Об избытке»;
- «Что нужно человеку, или Политик»:
- «О прекрасном»;
- «О дурном поведении»;
- «О благоустройстве»;
- «О законе»;
- «О божественном»;
- «Об искусствах»;
- «Об общежитии»;
- «О мудрости»;
- «Протагор, или Политик»;
- «О грамоте»;
- «О поэзии»;
- «Об учении»;
- «О знании, или О науке»;
- «О познавании».

Ни одно из сочинений Критона не сохранилось. По мнению современных историков, их и не существовало, так как жанр сократических диалогов возник в начале IV века до н. э., когда Критону было уже за 70 лет. Возможно речь шла об апокрифической литературе, которая возникла вокруг имени Сократа.

## В культуре
Критон, в качестве литературного персонажа, присутствует в связанных с именем Сократа сочинениях Платона, Ксенофонта, Евклида и, вероятно, других античных авторов. Следствием этого стало появление имени Критона среди философов-сократиков. Впоследствии его стали изображать в связанных с Сократом произведениях. Антонио Канова поместил его в центр барельефа со смертью Сократа, на котором Критон закрывает мёртвому другу глаза. В фильме «Сократ» 1971 года роль Критона исполнил актёр Рикардо Паласиос, «Сократ» 1991 года — В. С. Гоголев.